# Yakima Canutt
Yakima Canutt est un cascadeur, acteur et réalisateur de seconde équipe américain, né Enos Edward Canutt le 29 novembre 1895 et mort le 24 mai 1986. Après avoir été un champion de rodéo, il est devenu, aux côtés de David Sharpe l'un des plus grands cascadeurs du cinéma.

## Biographie

### Enfance
Enos Edward Canutt naît le 29 novembre 1895 dans les collines avoisinant la petite ville de Colfax, dans l'État de Washington. Il est un des cinq enfants de John Lemuel Canutt et Nettie Ellen Stevens. Il grandit dans le ranch familial fondé par son grand-père et repris par son père. Son éducation scolaire se limite à l'enseignement primaire qu'il suit à Seattle. C'est au ranch qu'il apprend à chasser, tirer et monter à cheval.

### Rodéo
À l'âge de seize ans, doté d'une grande carrure, il pratique la monte du cheval sauvage à la foire du comté de Whitman tenue à Colfax en 1912. Il commence le rodéo professionnel et gagne sa réputation dans plusieurs épreuves du sport. C'est au Pendleton Round-Up de 1914 qu'il est baptisé Yakima Canutt, à la suite d'une confusion entre la presse et les organisateurs avec des cow-boys venus de la ville de Yakima. Il obtient une seconde place lors de l'édition de 1915, ce qui lui vaut d'être invité à concourir dans tout le pays.
Canutt gagne le titre de champion du monde quatre fois : en 1917, 1919, 1920 et 1923. Il participe à d'autres diverses compétitions. Lors d'un rodéo dans l'Idaho, la lèvre supérieure de Yakima est fortement déchirée par la corne d'un taureau. Après une douzaine de points de suture, il continue la compétition. Il fallut attendre un an pour qu'un chirurgien esthétique corrige sa déformation.
Entre les rodéos, Yakima domestique des chevaux pour le gouvernement français durant la Première Guerre mondiale. Il s'engage aussi dans la Navy en 1918 mais est vite libéré au printemps 1919, à la fin de la guerre.

### Acteur
Durant la seconde moitié des années 1910, arrivé à Los Angeles pour un rodéo, Canutt se rend à Hollywood et y rencontre plusieurs personnalités. En particulier, il fait la connaissance de Tom Mix, lui aussi un adepte du rodéo. Ce dernier lui obtient du travail dans le monde du cinéma. Grâce à son habileté à cheval, Yakima est engagé comme cascadeur pour le western. Mais il ne reste pas à Hollywood et continue à voyager pour les compétitions sportives au début des années 1920.
De retour à Los Angeles vers 1923 pour une cérémonie de récompenses, il se voit offrir ses premiers rôles d'acteur. Notamment, le producteur Ben F. Wilson, qui développe des petits westerns à la pelle, le choisit comme premier rôle pour une dizaine de films de 1924 à 1926. En 1925 et 1926, Yakima produit quelques westerns en tant qu'indépendant (Yakima Canutt Productions) où il tient le rôle principal.
Son contrat avec Ben Wilson se termine en 1927. À cette époque arrive en force le cinéma parlant. Même s'il s'est alors imposé à Hollywood, avec plusieurs dizaines de films à son actif, Canutt voit sa carrière compromise. En effet, à la suite d'une pointe de fièvre contractée lors de son passage à la Navy, ses cordes vocales gardèrent des séquelles. Sa voix, ainsi rendue rauque, ne convient pas à l'interprétation de cow-boys héroïques. Il est alors contraint de réorienter son jeu vers des seconds rôles de méchant dans les années 1930.

### Cascadeur
Durant les années 1920, Yakima pratique différentes cascades et les perfectionne au fil du temps. Il est à nouveau défiguré en se cassant le nez sur le tournage de Branded, a Bandit (en) (1924), où il chute d'une falaise de 4 mètres, et il a encore recours à la chirurgie esthétique. Le film prit d'ailleurs plusieurs semaines de retard à cause de l'incident. En 1932, Canutt se casse l'épaule à quatre endroits en tentant de sauter d'un cheval sur un chariot en marche.
Lorsque sa carrière d'acteur prend du plomb dans l'aile au début des années 1930, Canutt se concentre logiquement de plus en plus sur le métier de cascadeur. Il travaille pour Nat Levine chez Mascot Pictures dans une vingtaine de serials entre 1928 et 1935. Dans le premier (The Vanishing West, 1928), il tient un rôle important, mais ensuite il ne s'occupe quasiment plus que des cascades. Pour l'association Lone Star-Monogram, Yak double John Wayne dans une quinzaine de westerns de 1933 à 1935. Il y tient également plusieurs rôles de méchant. Canutt est aussi le double de Tom Keene dans une demi-douzaine de westerns de RKO Radio Pictures en 1932 et 1933. À cette époque il se forge la réputation d'un des cascadeurs les plus renommés d'Hollywood.
En 1935, Herbert J. Yates regroupe plusieurs studios dont Monogram et Mascot pour former Republic Pictures. Canutt s'impose comme le premier cascadeur de la société de production. Il se retrouve en effet dans une centaine de ses films, comme ceux de Gene Autry. Dans le serial Zorro et ses légionnaires (1939), Canutt joue quasiment toutes les scènes où Zorro est masqué, se retrouvant autant à l'écran que le premier rôle Reed Hadley. Il en va de même pour Le Retour de Zorro (1937) : John Carroll se contente de jouer le flegmatique James Vega (petit-fils de Don Diego de la Vega) tandis que Canutt, masqué, réalise les exploits du justicier.
En 1939, Canutt est engagé dans deux films légendaires. Il double Clark Gable dans Autant en emporte le vent, dans la scène où il conduit une charrette pendant qu'Atlanta brûle. Suivant les recommandations de John Wayne, John Ford embauche Canutt pour La Chevauchée fantastique. Yak y supervise la célèbre scène de l'attaque indienne. Il réalise la cascade où un guerrier saute de sa monture sur le convoi de six chevaux, puis est abattu et tombe sous la diligence lancée à toute vitesse. Dans les deux films, Canutt apparaît furtivement en tant qu'acteur.
Alors qu'il double à nouveau Clark Gable dans La Fièvre du pétrole (1940), Yak est gravement blessé par un cheval qui lui tombe dessus. Après une opération des intestins, il garde des séquelles durant plusieurs mois. Sur le tournage de Idaho (en), il se casse les deux jambes au niveau des chevilles en jouant une chute depuis une charrette. Ces différentes blessures se joignent à l'avancement en âge de Canutt, qui approche la cinquantaine, pour inspirer une nouvelle réorientation de sa carrière.

### Réalisateur de seconde équipe
Après avoir touché à la supervision de cascades dans La Chevauchée fantastique, et alors qu'il récupère de l'accident de La Fièvre du pétrole, Canutt est engagé par Sol Siegel pour diriger les scènes d'action d'un autre western à gros budget : L'Escadron noir (1940). De même, lors de la convalescence consécutive à la fracture de ses jambes, Canutt est embauché pour chapeauter l'action de La Ruée sanglante (1943). Dans ces trois westerns, il est à nouveau aux côtés de son ami John Wayne qui tient la vedette.
Jusqu'à la fin des années 1940, Yak continue à diriger les scènes d'action des films de Republic Pictures, avec Roy Rogers, Wild Bill Elliott et toujours John Wayne, comme Alerte aux marines (1944) ou L'Ange et le Mauvais Garçon (1947). Canutt travaille pour des films de plus en plus importants. Ainsi, au début des années 1950, il fait partie de l'équipe d'Ivanhoé (1952) et Les Chevaliers de la Table ronde (1953) pour le grand studio Metro-Goldwyn-Mayer. Pour Walt Disney, Canutt se retrouve dans Sur la piste de l'Orégon (1956), Fidèle Vagabond (1957) et Les Robinsons des mers du Sud (1960).

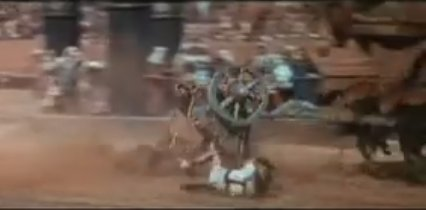
Accident d'un char dans Ben-Hur (1959)

C'est dans Ben-Hur (1959) qu'Yakima Canutt accomplit son exploit le plus mémorable. C'est lui qui met en scène l'incroyable course de chars qui demanda à elle seule cinq mois de travail. Il entraine pour ce faire Charlton Heston et Stephen Boyd à exécuter certaines scènes d'action. Pour les acrobaties périlleuses, les deux stars sont remplacées par des cascadeurs professionnels. Joe Canutt, le fils de Yak, double Heston, tandis que Joe Yrigoyen, avec qui Yakima a tourné beaucoup d'autres films, double Boyd. Contrairement à la version de 1925, pas une personne ni un animal ne fut sérieusement blessé.
Canutt est engagé sur Spartacus (1960), où il dirige ses deux fils Tap et Joe pour le doublage de Kirk Douglas, Tony Curtis et John Ireland.Yakima est ensuite demandé par Anthony Mann pour Le Cid (1961) et La Chute de l'Empire romain (1964). Canutt participe à d'autres films dont Cat Ballou (1965), Khartoum (1966) et Quand les aigles attaquent (1968).

### Fin de vie
Devenu quasiment inactif dans les années 1970, Yak prend sa retraite à 80 ans, après son dernier film Equus (1977). Il meurt à North Hollywood de causes naturelles à l'âge de 90 ans, le 24 mai 1986. Il est enterré au Valhalla Memorial Park Cemetery.

## Apport au cinéma

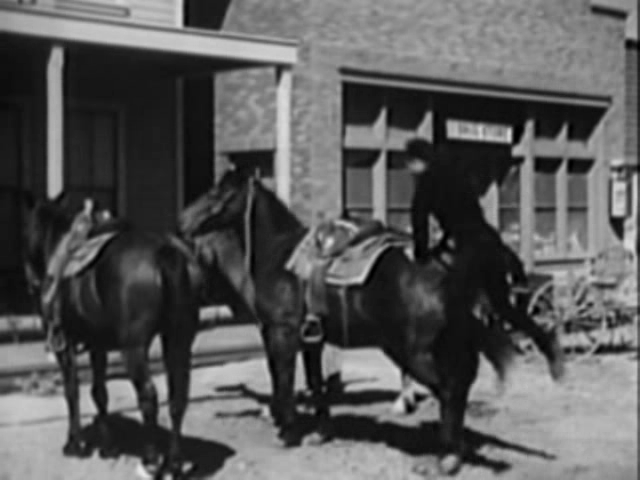
Yakima Canutt monte un cheval par la croupe dans Justice pour un innocent (1933)

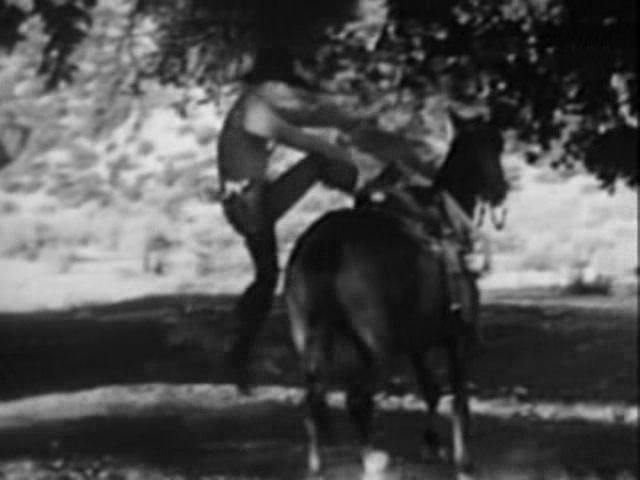
Yakima Canutt saute sur sa selle sans appui dans Justice pour un innocent (1933)

Durant la première moitié du XXe siècle, les accidents de tournage sont fréquents et les cascadeurs risquent très souvent leur vie. Canutt est reconnu pour son apport dans le domaine de la sécurité. À cette fin, il importe au cinéma des pratiques équestres issues du monde du rodéo. Par exemple, il utilise des techniques de chute à cheval rendue sans danger, comme l'étrier en « L », qui permet au cavalier de tomber sans courir le risque de s'accrocher à l'étrier. Canutt est aussi spécialiste dans le développement de dispositifs tels que ceux permettant de filmer des accidents de chariot, où les occupants sont éjectés de manière sûre au moyen de câbles et de harnais.
La cascade du Running W, inventée par Yak, consiste à tirer un câble afin de faire tomber les chevaux en plein galop. Contrairement à ses autres inventions, celle-ci tue presque systématiquement le cheval, et c'est pourquoi elle est aujourd'hui interdite.
Avec John Wayne, Canutt met au point une technique pour rendre plus réalistes les bagarres à mains nues. En trouvant l'angle adéquat face à la caméra, ils réussissent à donner un coup de poing tout à fait crédible sans qu'il y ait contact en réalité. Les coups donnaient ainsi l'impression d'être envoyés en pleine figure. Wayne et Canutt se sont beaucoup côtoyés, notamment lorsqu'ils travaillaient pour Lone Star. Wayne dit avoir appris beaucoup de Yakima et s'être inspiré de son style de cow-boy, sa façon de marcher et parler, et même, semble-t-il, de dégainer.
Yakima Canutt est l'instigateur de nombreuses façons de monter son cheval de manière spectaculaire. Par exemple, la monte par la croupe consiste à arriver par l'arrière de l'animal et à passer au-dessus de ses hanches par saute-mouton pour retomber sur la selle. Douglas Fairbanks, ami de Canutt, reprend d'ailleurs cette technique dans Le Gaucho (1927). Un autre exemple : Canutt enfourche sa monture en arrivant en courant de côté et en sautant sans appui sur la selle.

## Mariages
Yakima Canutt fut marié deux fois. C'est en participant au Pendleton Round-Up qu'il rencontre Kitty Wilks, championne de rodéo féminin. Elle devient son épouse en 1916, mais leur couple s'avère être un échec puisqu'ils divorcent dès 1919.
En 1930, entre les tournages et les rodéos, Canutt rencontre Minnie Audrea Yeager Rice lors d'une soirée organisée chez les parents de celle-ci. Bien que de 12 ans son ainé, il gagne son amour. Leurs noces du 12 novembre 1931 furent plus heureuses que les premières. En effet, Yakima et Minnie restent mariés jusqu'à la mort du cascadeur en 1986. De leur union naissent trois enfants : Edward 'Tap' en 1932, Harry Joe en 1937 et Audrea Elaine 'Honey' en 1940. Les deux garçons suivent la voie de leur père et deviennent cascadeurs professionnels.

## Filmographie partielle

### Comme cascadeur
- 1939 : Autant en emporte le vent (Gone with the Wind) de Victor Fleming
- 1960 : Spartacus de Stanley Kubrick

### Comme Acteur
- 1931 : The Vanishing Legion de Ford Beebe et B. Reeves Eason
- 1935 : Les Loups du désert (Westward Ho) de Robert N. Bradbury
- 1936 : La Chevauchée solitaire (The Lonely Trail) de Joseph Kane
- 1939 : La Loi des rancheros (Cowboys from Texas) de George Sherman
- 1939 : The Kansas Terrors de George Sherman
- 1939 : Autant en emporte le vent (Gone with the Wind) de Victor Fleming
- 1940 : Frontier Vengeance de George Sherman
- 1940 : Les Gangsters du Texas (Under Texas Skies ) de George Sherman
- 1940 : Ghost Valley Raiders de George Sherman

### Comme Assistant réalisateur
- 1959 : Ben-Hur de William Wyler
- 1960 : Spartacus de Stanley Kubrick

## Récompenses
- Citation spéciale du National Board of Review en 1959, partagée avec Andrew Marton, pour avoir dirigé la course de chars dans Ben-Hur.
- Oscar d'honneur en 1967 pour ses performances en tant que cascadeur et pour avoir développé des dispositifs de sécurité protégeant les cascadeurs où qu'ils soient.
- Récompense spéciale aux Western Heritage Awards en 1971 pour plus de 50 ans de contribution exceptionnelle à l'industrie du cinéma[1].
- Admis en 1975 dans le Rodeo Hall of Fame (en)[2].
- Golden Boot Award en 1984.
- Étoile sur le Walk of Fame d'Hollywood.

## Sources
- (en) Cet article est partiellement ou en totalité issu de l’article de Wikipédia en anglais intitulé « Yakima Canutt » (voir la liste des auteurs).
- (en) « Yakima Canutt », sur The Old Corral (consulté le 21 juillet 2009)
- (en) « Biography for Yakima Canutt », sur IMDb (consulté le 21 juillet 2009)